# 纳牙阿
纳牙阿，又作乃牙，蒙古第32位开国功臣（千户），出自古惕八邻部人，成吉思汗手下的戰將兼謀士，以安全保護忽蘭妃的故事聞名。
纳牙阿与其父失儿古额秃、兄阿剌黑原依附于泰赤乌部。1206年，铁木真击败泰赤乌部，纳牙阿父子归附成吉思汗。泰赤乌部首领塔儿忽台逃匿在林中，被纳牙阿父子先擒后纵。铁木真认为他们不忘故主，忠义可嘉。后来跟随成吉思汗统一蒙古各部，曾收降蔑儿乞部首领答亦儿兀孙。1206年蒙古帝国成立后，纳牙阿受封为中军万户长兼千户长。按《史集》所载，纳牙阿终年120岁，直至蒙哥汗时仍旧在世。

## 延伸阅读
[在维基数据编辑]
 《新元史/卷125》，出自柯劭忞《新元史》